# Sœurs de l'Ange Gardien
Ne doit pas être confondu avec Sœurs des Saints Anges gardiens, Sœurs des Saints Anges ou Sœurs des Anges.
Les sœurs de l'Ange Gardien (en latin : Congregatio Sororum ab Angelo Custode) sont une congrégation religieuse féminine enseignante et hospitalière de droit pontifical. 

## Histoire
En 1833, Louis-Antoine Ormières, curé de Quillan ouvre une école et demande à Gabriel Deshayes de lui envoyer une communauté de sœurs de l'Instruction Chrétienne de Saint-Gildas-des-Bois mais la demande ne peut être accordée immédiatement.
Avec le consentement de Guillaume Angebault, qui est directeur spirituel des Sœurs de Saint-Gildas depuis 1833, Julienne-Marie Lavrilloux (1809-1875) en religion Mère Saint-Pascal ainsi que deux compagnes quittent les religieuses de l'instruction chrétienne et arrivent à Quillan le 3 décembre 1839. La communauté est reconnue comme congrégation autonome par Napoléon III par décret du 11 décembre 1852 ; en 1859 la maison-mère est transférée à Montauban. Les sœurs se propagent rapidement dans tout le Sud de la France et prennent en charge des écoles et des jardins d'enfants.
En 1861, elles fondent leur première mission en Équateur, et en 1863, atteignent le Royaume de Dahomey avec la société des missions africaines. Lorsque les lois anticongrégationistes expulsent les religieuses, les sœurs déménagent en Espagne où elles sont présentes depuis 1864, elles y établissent la maison générale en 1922.
La congrégation reçoit le décret de louange le 10 mai 1895 et l'approbation finale par le Saint-Siège le 27 août 1902 ; leurs constitutions sont approuvées provisoirement le 18 décembre 1934 et définitivement le 11 mai 1942.

## Activités et diffusion
Les sœurs se consacrent à l'éducation de la jeunesse et aux soins des malades dans les hôpitaux et à domicile.
La maison généralice est à Madrid.
En 2017, la congrégation comptait 443 sœurs dans 67 maisons.